# Legenda Północnego Wiatru
Legenda Północnego Wiatru (hiszp. La leyenda del Viento del Norte) – hiszpański film animowany z 1992 roku w reżyserii Maite Ruiz de Austri i Carlos Varela. Kontynuacją filmu jest Powrót Północnego Wiatru z 1994 roku.

## Wersja polska
W Polsce film został wydany na VHS przez Poltel Home Video.

## Obsada (głosy)
- Damián Velasco jako Gran Jefe Mic-Mac
- Chelo Vivares jako Watuna
- Gonzalo Durán jako Athanasius
- Isabel Fernández jako Peiot
- María José Castro jako Ane
- Teófilo Martínez jako Bakallu
- Pedro Sempson jako Martin
- José Carabias jako Xanti
- Daniel Dicenta jako Perotxo

## Fabuła
Annie i Peiot – potomkowie baskijskich żeglarzy oraz Watunma – syn indiańskiego wodza są spadkobiercami świętego przymierza, legendarnej umowy zapieczętowanej przez ich przodków, którzy byli w stanie pokonać Północny Wiatr aby ochronić Wielką Zatokę Wielorybów. Pojawienie się złego Atanasio, będzie stanowić zagrożenie dla paktu.